# Estádio da Copa do Mundo de Seul
O Estádio da Copa do Mundo de Seul é um estádio localizado em Seul, na Coreia do Sul.
Inaugurado em Dezembro de 2001, tem capacidade para 66.704 torcedores. Recebeu três partidas da Copa do Mundo de 2002, incluindo o jogo de abertura entre França e Senegal e a semi-final entre Coreia do Sul e a Alemanha, com vitória alemã por 1 a 0, gol de Michael Ballack.
Atualmente é a casa do time de futebol FC Seoul, da primeira divisão do Campeonato Sul-Coreano ( a K-League).

## Jogos da Copa do Mundo de 2002
- 31 de Maio: Grupo A  França 0 - 1  Senegal
- 14 de Junho: Grupo C  Turquia 3 - 0  China
- 25 de Junho: Semi-Final  Coreia do Sul 0 - 1  Alemanha